# Gerhard Sandhofer
Gerhard Sandhofer (* 19. September 1948) ist ein ehemaliger österreichischer Naturbahnrodler. Er gewann zusammen mit Josef Hilgarter die Bronzemedaille im Doppelsitzer bei der ersten Naturbahnrodel-Europameisterschaft 1970 in Kapfenberg. Im September 1981 gründete er gemeinsam mit seiner Gattin Renate Sandhofer die Firma Gesa Transporttechnik, die beide gemeinsam bis heute führen.